# Хунабиггд
Хунабиггд (исл. Húnabyggð, исландское произношение: [ˈhuːnaˌpɪɣð]) — община на северо-западе Исландии в регионе Нордюрланд-Вестра. В 2022 году в общине на 4000 км² проживало 1312 человек.

## История
В 2019 году в ходе обсуждений жители городской общины Блёндюоусбайр (исл. Blönduósbær) и сельской общины Хунаватнсхреппюр (исл. Húnavatnshreppur) приняли решение об объединении своих общин. 19 февраля 2022 был проведен местный референдум, на котором 97,8 % жителей Блёндюоусбайра и 62,3 % жителей Хунаватнсхреппюра проголосовали за слияние. По результатам референдум 14 мая 2022 было проведено объединение и выбрано правление новой общины, а 9 июня для новой общины утверждено название Хунабиггд (исл. Húnabyggð).

## География
Община Хунабигдд находится в северной части Исландии в регионе Нордюрланд-Вестра и по площади земель является одной из крупнейших общин на острове. Земли общины простираются от побережья Хуна-фьорда (часть фьордового ткомплекса Хунафлоуи) на севере до ледников Хофсйёкюдль и Лаунгйёкюдль на юге.
Территория общины граничит на западе с землями общины Хунатинг-Вестра, на юге с землями Боргарбиггд и Блаускоугабиггд. На востоке Хунабигдд граничит с общиной Скагафьордюр, на севере со Скагабиггд.
В Хунабигдд есть только один населённый пункт — Блёндюоус, являющийся административным центром общины. В январе 2022 года население Блёндюоуса составляло 859 человек.
Основное занятие жителей общины — сельское хозяйство (растениеводство, овцеводство и коневодство) и туризм.

## Инфраструктура
По территории общины проходит участок кольцевой дороги Хрингвегюр 1, региональные дороги Кьяльвегюр 35b и Скагастрандарвегюр 74. Имеется несколько дорог местного значения — Тингейрарвегюр 721, Ватнсдальсвегюр 722, Рейкьябрёйт 724, Мидаусавегюр 725, Эёдкулювегюр 726, Свинадальсвегюр 727, Свинвейтингабрёйт 731, Свартаурдальсвегюр 734, Тьоувадальсвегюр 735, Недрибиггдарвегюр 741, Миравегюр 742, Твераурфьядльсвегюр 744 и Майлифедльсдальсвегюр 756.
Также есть горные дороги местного значения — Вестюрхейдарвегюр F734 и Тьоувадалавегюр F735, открытые для движения в летний период и только для транспортных средств повышенной проходимости.
Неподалёку от Блёндюоус есть аэропорт местного значения, а ближайшим международным аэропортом является аэропорт Акюрейри.

## Галерея

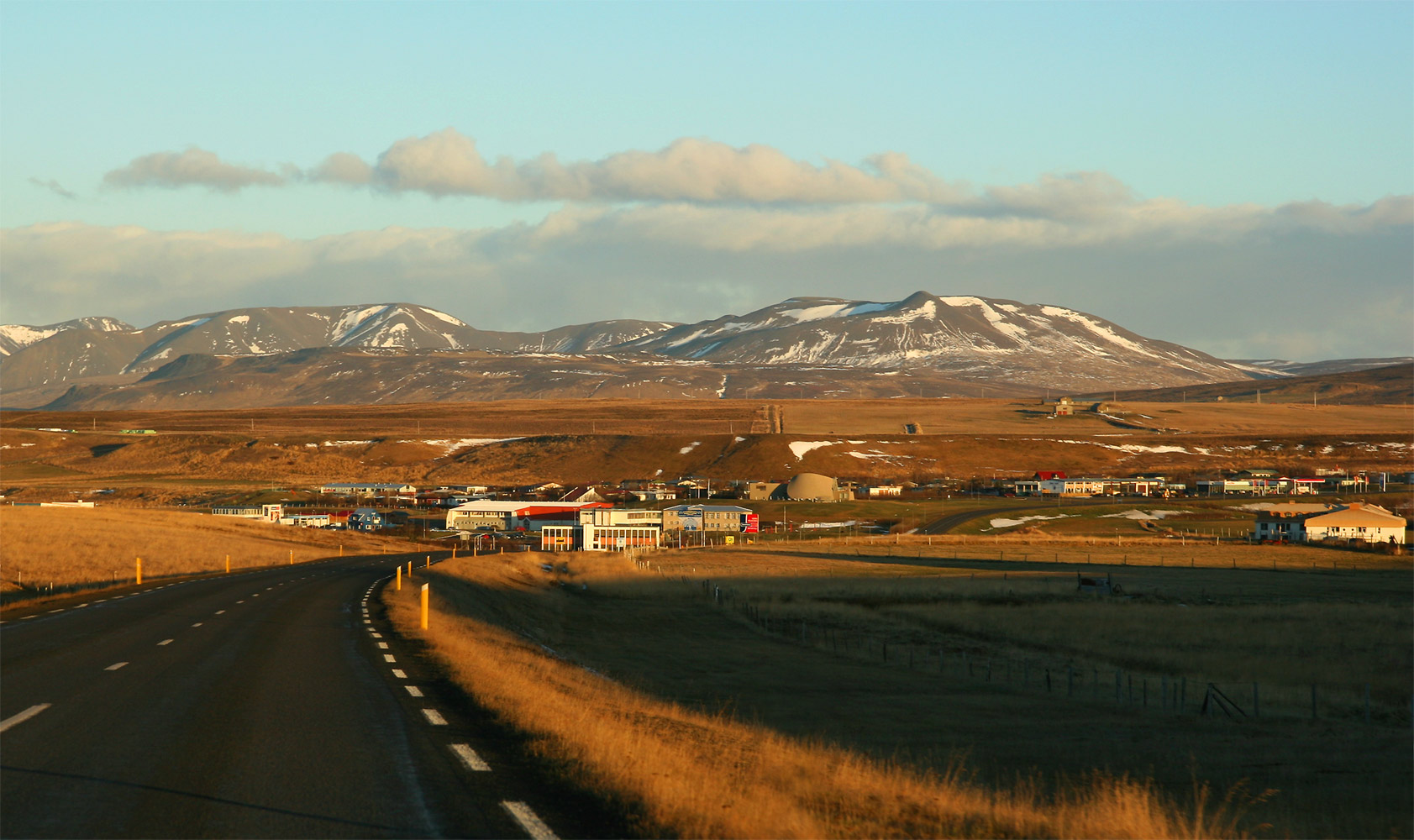
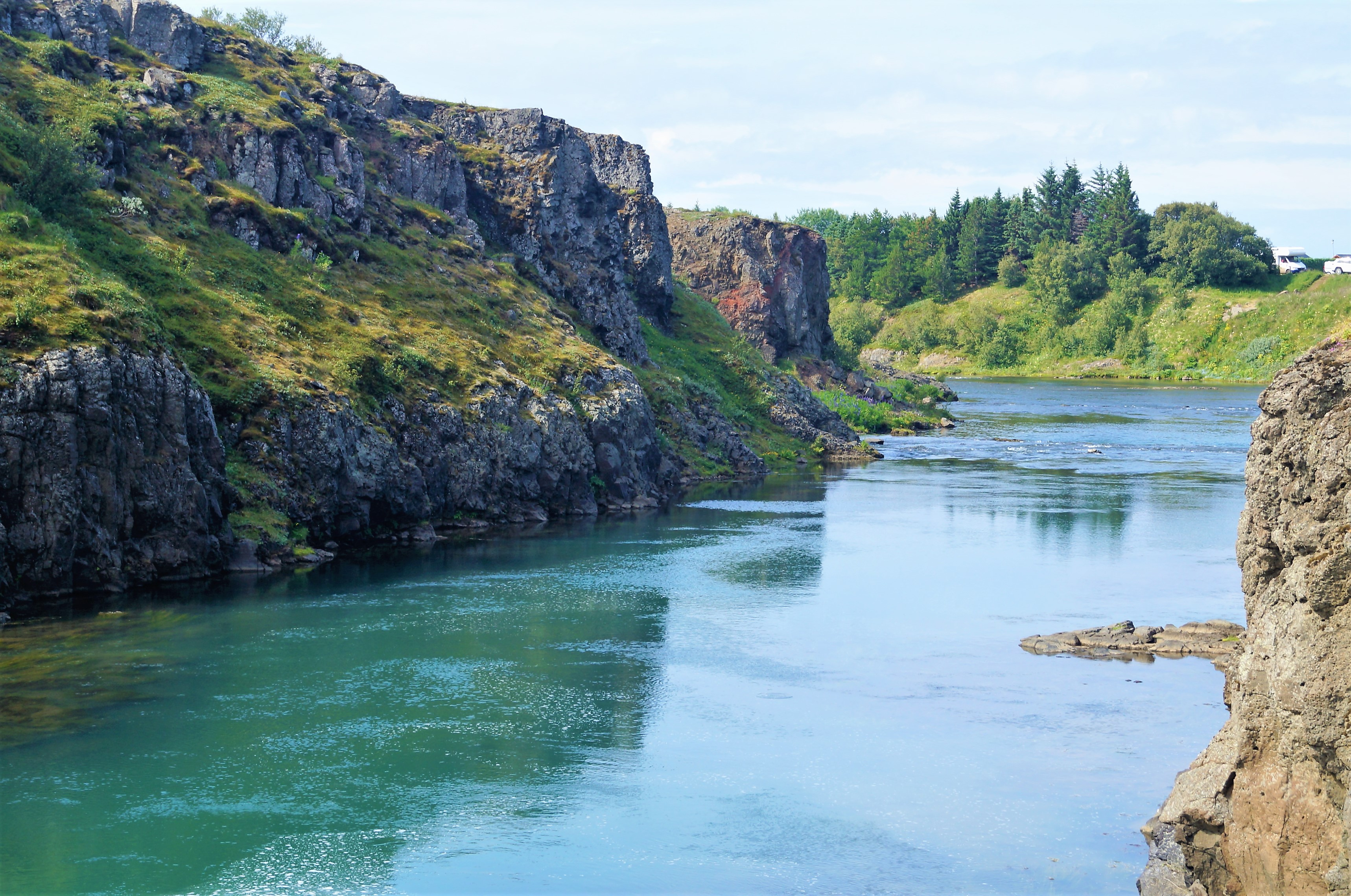
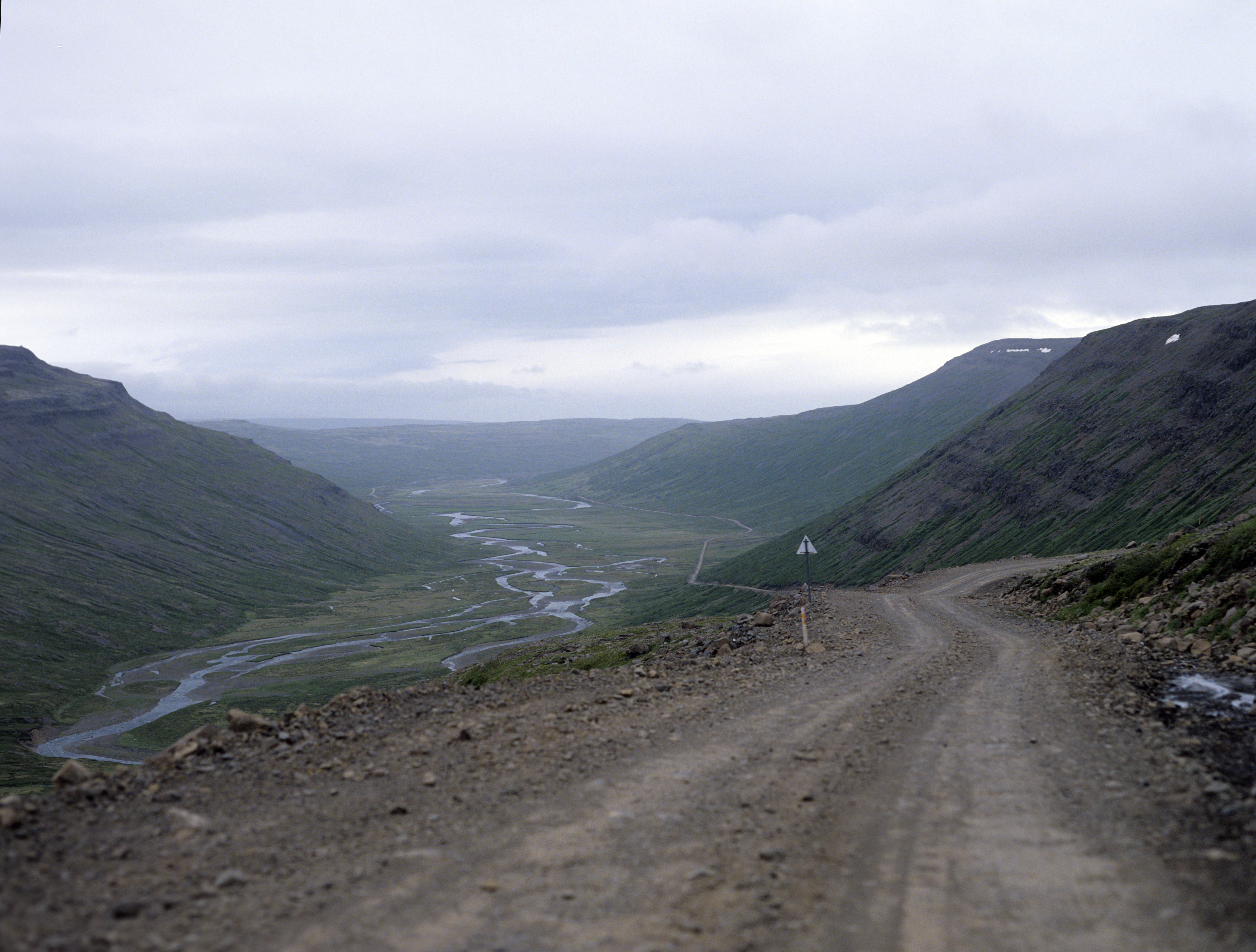
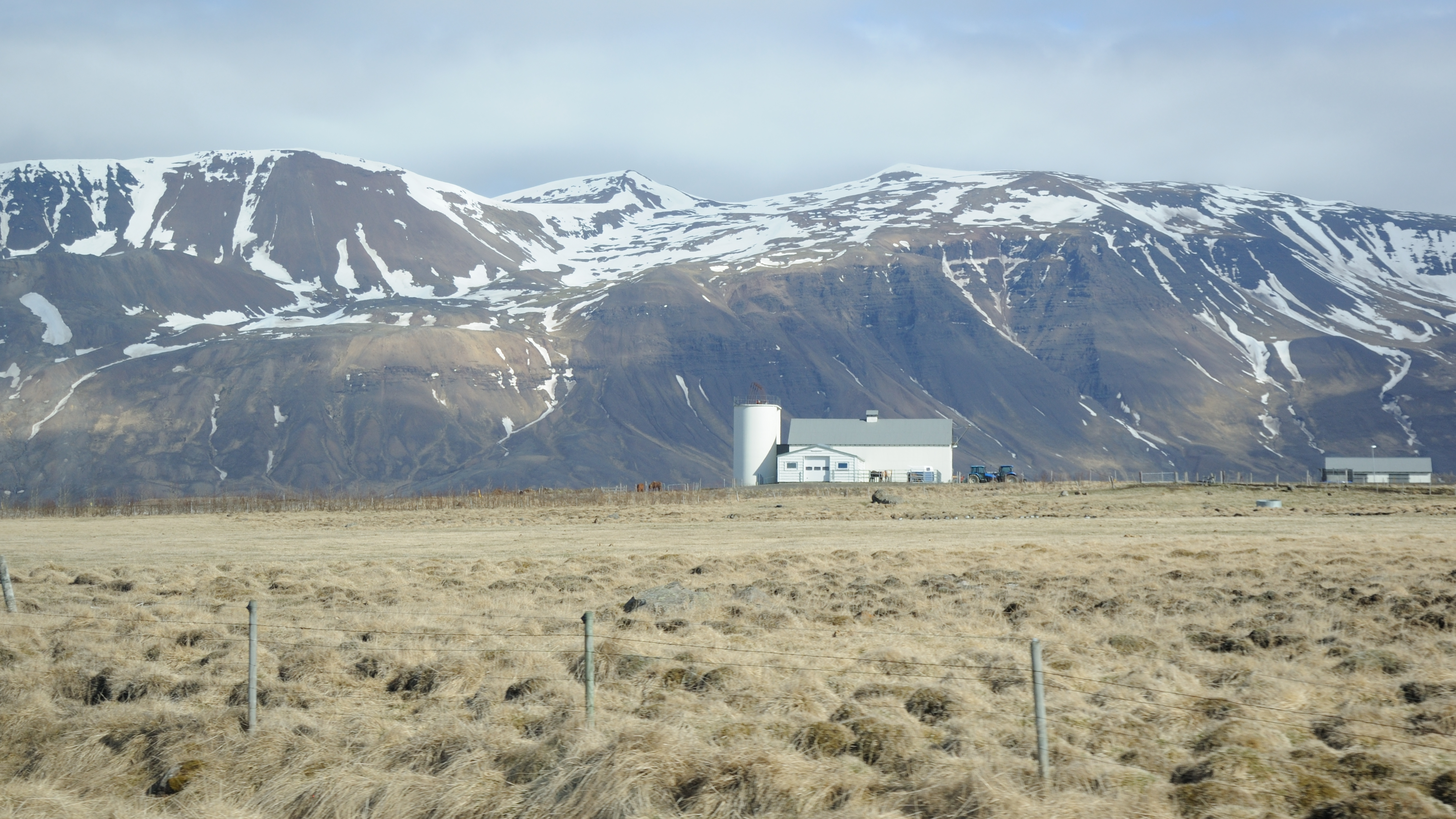

Достопримечательности на территории общины
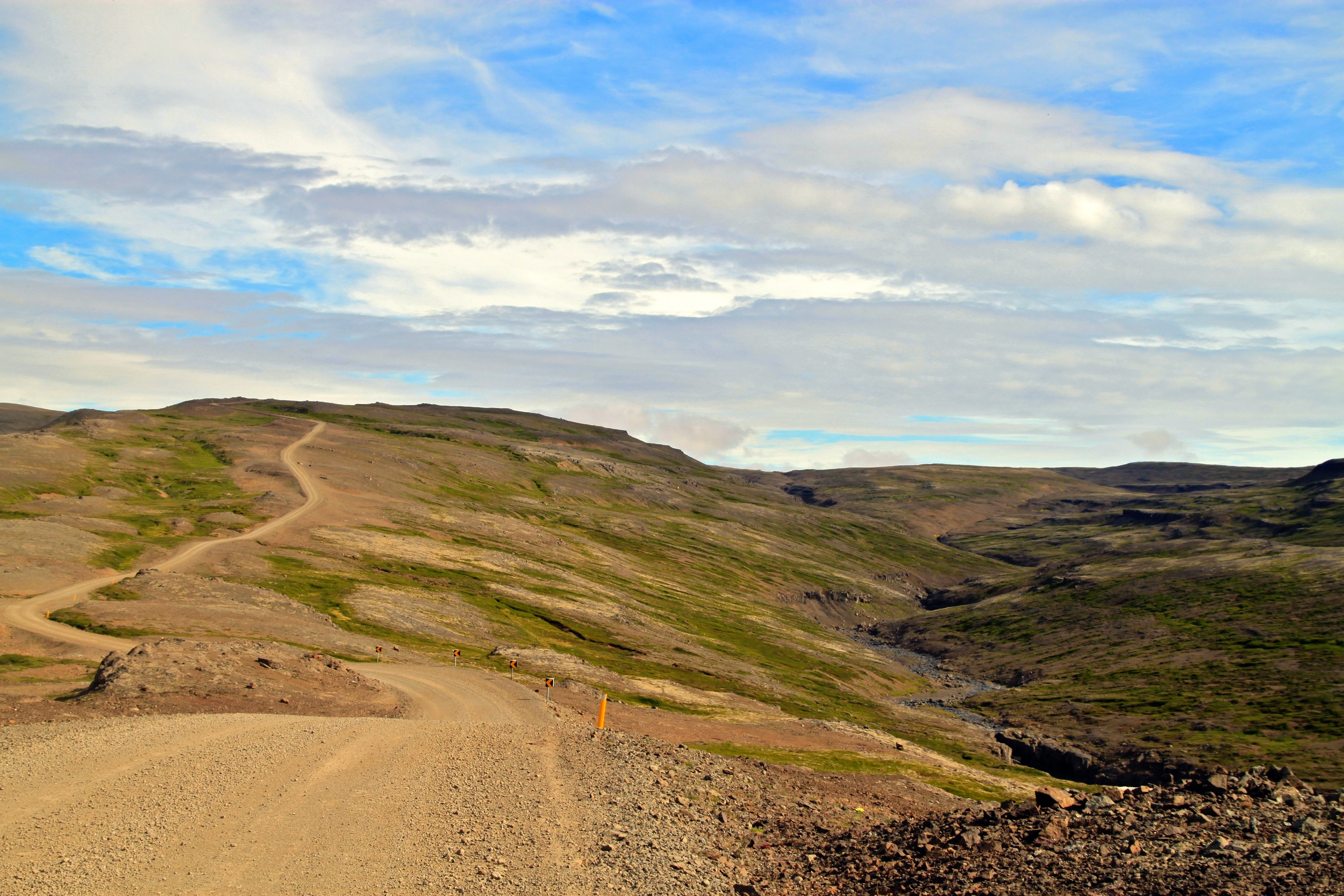
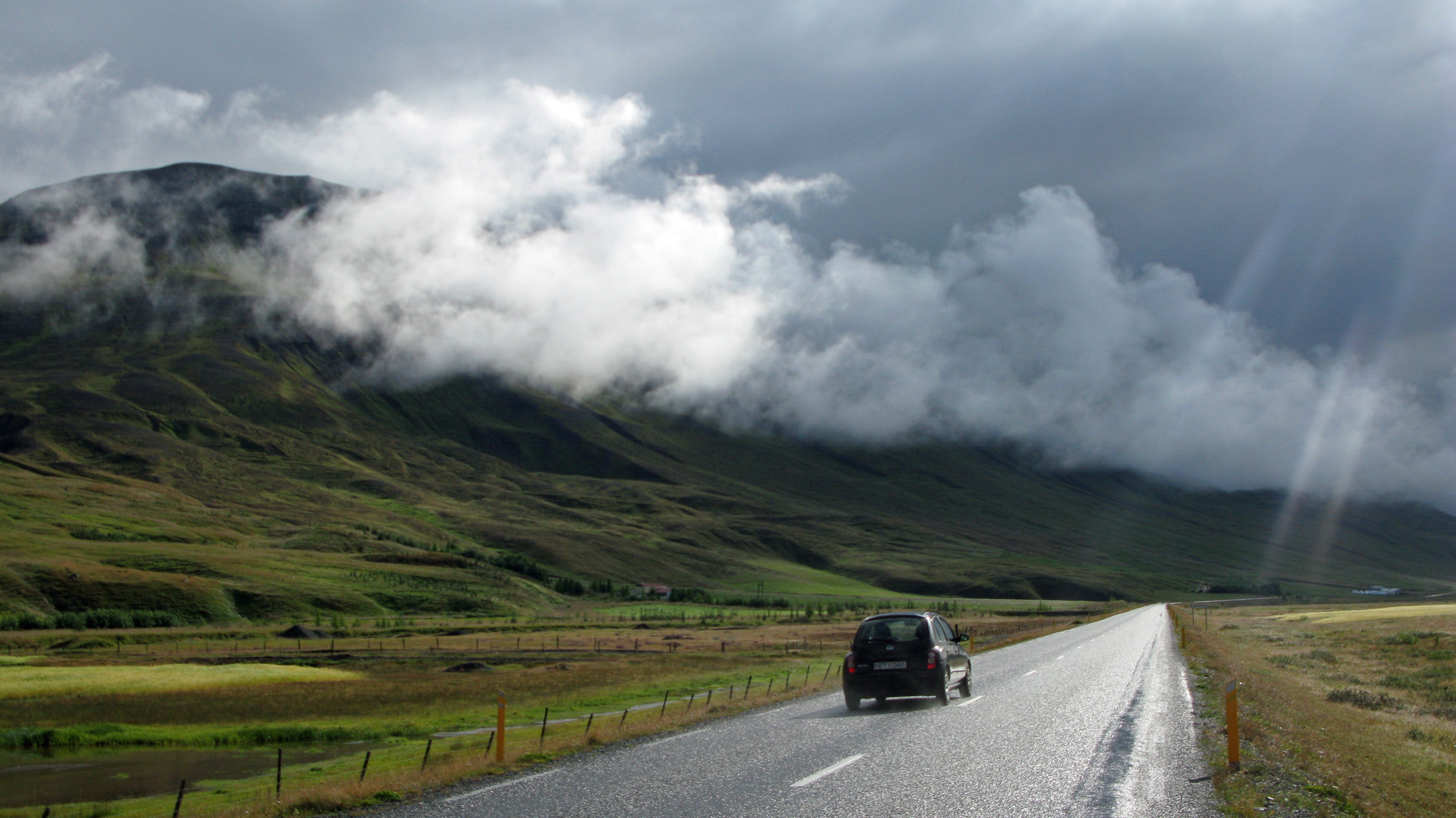
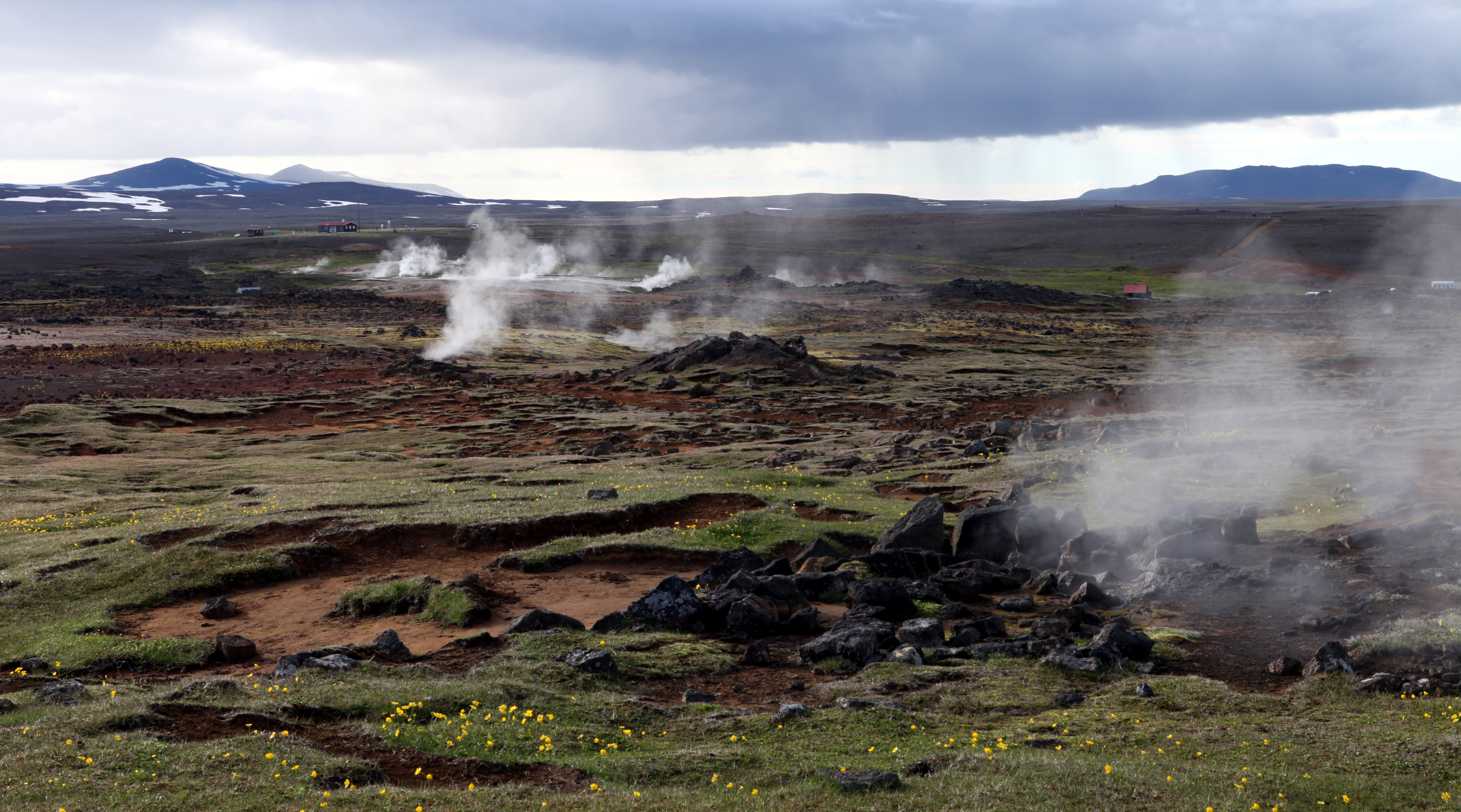
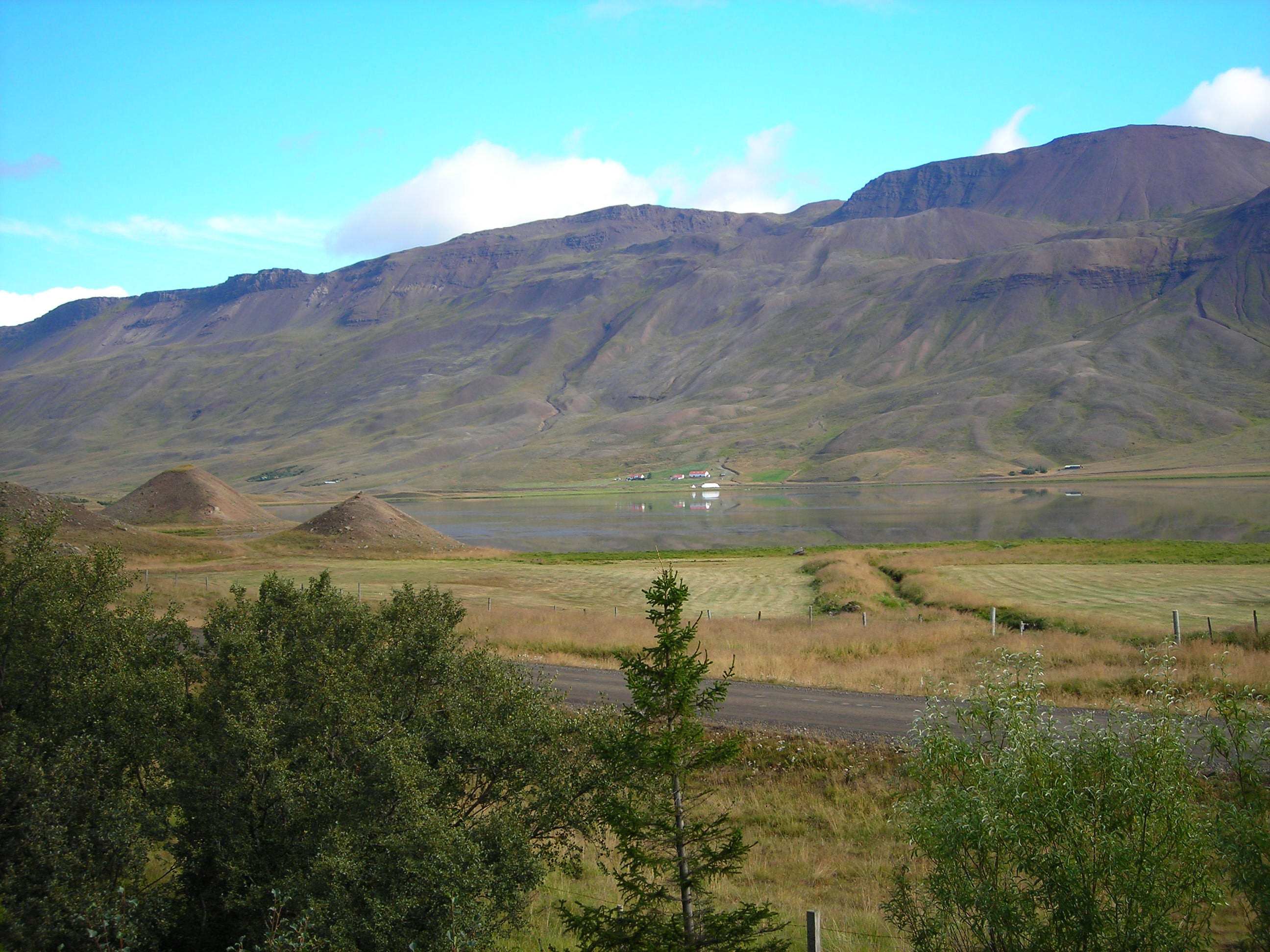